# ネオ・エルダリン文学
ネオ・エルダリン文学とはJ・R・R・トールキンの作り上げた言語を用いて彼の死後に書かれた文学作品とそのような文学活動の事を指す。とりわけクウェンヤとシンダール語は整備された文法・語彙を持っているため、主にこの二つの言語が使用される。

## 歴史
中つ国の言語を現実世界に現出させたいという欲求はトールキンのファン達の間で広く存在しており、1970年代には言語学者達がクウェンヤやシンダール語を用いて作詩などを行った。しかしこの時代にはトールキンの定めた語彙の大半が発見されていなかったため、このような文学活動は困難を極めた。
現在ではトールキンの語彙集が発見・公表されているため、クウェンヤとシンダール語はかなり自然言語に近いレベルの完成度の言語となった。映画版『指輪物語』でも、登場人物の台詞などに頻繁に両言語が登場しており、トールキンファンの間での両言語による文学活動も盛んである。